# Gletscherinventar
Ein Gletscherinventar (auch Gletscherkataster) ist eine Bestandsaufnahme der Gletscher eines größeren Gebiets mit ihrer topografischen und sonstigen bedeutsamen Eigenschaften. Wesentliche Daten sind hierbei die geographischen Koordinaten, die Fläche, die Länge, der Höhenbereich und die Exposition. Bestandteil neuerer Gletscherinventare ist insbesondere auch eine für Geoinformationssysteme (GIS) verwendbare, digitale Erfassung des gesamten Gletscherprofils. Erste Gletscherinventare wurden Ende des 19. Jahrhunderts für Teile der Alpen erstellt.
Die Erstellung eines weltweiten Gletscherinventars wurde während der Internationalen Hydrologischen Dekade im Jahr 1968 initiiert, der erste Statusbericht des daraus entstandenen World Glacier Inventory (WGI) wurde 1989 veröffentlicht. Eine Ergänzung zum WGI resultiert aus dem Mitte der 1990er-Jahre begonnenen Projekt Global Land Ice Measurements from Space (GLIMS). Hierbei liegt der Schwerpunkt auf der halbautomatisierten Gewinnung von Daten auf Basis von Satelliten, insbesondere der radiometrischen Daten von ASTER.

## Geschichte
Die ersten Anstrengungen, die Daten der Gletscher eines Gebiets zu erfassen, gab es in den Alpen. Es gab dort bereits Mitte des 19. Jahrhunderts recht genaue Karten einzelner Gletscher, die größere Regionen abdeckenden Karten der damaligen Zeit waren allerdings zu ungenau, um daraus Daten im Sinne eines Gletscherinventars ableiten zu können. Die erste in dieser Hinsicht verwendbare Zusammenstellung wurde 1988 von Eduard Richter für die Ostalpen  veröffentlicht.
Den hauptsächlichen Anstoß zur Erstellung eines weltweiten Gletscherinventars kam aus der Hydrologie. In den 1960er-Jahren stellte man fest, dass die Schätzungen der vergletscherten Fläche außerhalb der kontinentalen Eisschilde Grönlands und der Antarktis beträchtlich differierten. Im Jahr 1969 wurde eine Arbeitsgruppe unter Leitung von Fritz Müller eingesetzt, um die Richtlinien für ein weltweites Gletscherinventar zu erarbeiten. Um eine möglichst internationale Beteiligung für das auf dieser Basis zu erstellende Word Glacier Inventory (WGI) zu erreichen, wurde 1973 ein Temporary Technical Secretariat (TTS) eingerichtet, mit Unterstützung durch die UNESCO, dem Umweltprogramm der Vereinten Nationen (UNEP) und der International Commission on Snow and Ice (ICSI) an der ETH Zürich. Das TTS führte weltweit Schulungen durch und war auch für Zusammenstellung und Speicherung der Daten verantwortlich. Im Jahr 1989 wurde schließlich vom World Glacier Monitoring Service (WGMS), der Folgeorganisation des TTS, ein erster Statusbericht veröffentlicht. Im Jahr 1998 entschlossen sich der WGMS und der National Snow and Ice Data Center (NSIDC) zur Zusammenarbeit, um die Daten des WGI zu vervollständigen und online verfügbar zu machen.
Die Idee, Erdbeobachtungssatelliten zur Erfassung von Gletscherdaten einzusetzen, wurde 1986 vorgeschlagen. Mit der Auflösung des Thematic Mapper, mit dem seit 1982 Fernerkundungsdaten erhoben wurden, schien erstmals eine automatisierte Erfassung von Gletscherkarten möglich. In Kombination mit Geoinformationssystemen (GIS) und digitalen Höhenmodellen (DHM) ist eine automatisierte Gewinnung der für ein Gletscherinventar interessanten Daten möglich. Dieses Verfahren sollte ermöglichen, die Vervollständigung des weltweiten Gletscherinventars zu beschleunigen. Hierzu wurde 1995 das Projekt Global Land Ice Measurements from Space (GLIMS) ins Leben gerufen, dieses führte aber aufgrund der unterschiedlichen technologischen Ausrichtung zu einer zum WGI parallelen Datenbank.

## Schwierigkeiten
Das größte Problem bei der Erstellung von Gletscherinventaren ist die richtige Interpretation des Bildmaterials – unabhängig davon, ob dieses mittels Satelliten oder Flugzeugen gewonnen wurde. Dabei gibt es sowohl methodisches Fragen – beispielsweise welche Teile welchem Gletscher zuzuordnen sind – als auch praktische Probleme wie Wolken, Neuschnee, Schuttbedeckung und kontrastarme Aufnahmen. Beim Vergleich der Daten zweier Gletscherinventare muss zudem darauf geachtet werden, dass bei Eiskappen oder anderen größeren zusammenhängenden Eisflächen die Einschätzung der Lage der Eisscheiden zusammenpasst, also die Aufteilung in einzelne Gletscher übereinstimmt.
Eine wichtige Frage ist auch, wie mit perennierendem Schnee umzugehen ist, also Schneefeldern, die mehrere Jahre überdauern. Nach den Richtlinien des WGI ist perennierender Schnee auch zu erfassen. Aus hydrologischer Perspektive ist dies auch sinnvoll. Will man aber aus den Daten des Gletscherinventars Rückschlüsse auf Klimaveränderungen ziehen, scheint es ungünstig, perennierenden Schnee zu berücksichtigen, da dessen Vorhandensein oft stark von der Topografie abhängt, beispielsweise in Form von Lawinenablagerungen, die oft über Jahrzehnte unverändert bleiben. Zudem ist es schwierig, saisonalen Schnee von dem zu unterscheiden, der mehrere Jahre überdauert. Aus diesem Grund mag es günstiger sein, nur Flächen zu erfassen, innerhalb derer auch blankes Eis sichtbar ist.